# Convictolitavis
Convictolitavis (ca. 50 v.Chr.) was een vooraanstaand lid van de Gallische stam van de Haedui. Zijn optreden in de geschiedenis werd beschreven door Julius Caesar in zijn Commentarii de bello Gallico.
Tijdens de veldtocht van Caesar in Gallia kwam een delegatie van de Haedui bij hem om te bemiddelen in een politieke crisis. Er dreigde een burgeroorlog omdat twee mannen – een van hen was Convictolitavis – beiden het leiderschap over hun stam claimden. Hoewel Caesar er op zich niet zoveel voor voelde om zich in een interne politieke strijd te mengen, besloot hij toch op te treden om de verliezer van de twist niet in de handen van zijn toenmalige opponent de Galliër Vercingetorix te drijven. Na een raadpleging van de Haedui besloot Caesar Convictolitavis tot leider aan te wijzen.
De loyaliteit van Convictolitavis duurde echter niet lang. Volgens Caesar werd hij door de stam van Vercingetorix, de Arverni, omgekocht om zijn volk op te ruien tegen de Romeinen. Een leger onder leiding van Litaviccus, dat de Romeinen bij de belegering van Gergovia te hulp zou komen viel de Romeinen daarom af, waardoor Caesar bij de slag van Gergovia in de problemen kwam en uiteindelijk de slag verloor.
Door de invloed van Convictolitavis vond er – volgens Caesar – een massaslachting plaats onder de zich in dat deel van Gallia gevestigd hebbende Romeinen. Onder Convictolitavis' verantwoordelijkheid werd vervolgens een verdrag met Vercingetorix gesloten om zich aan te sluiten bij de opstand tegen Rome.